# Gelo seco

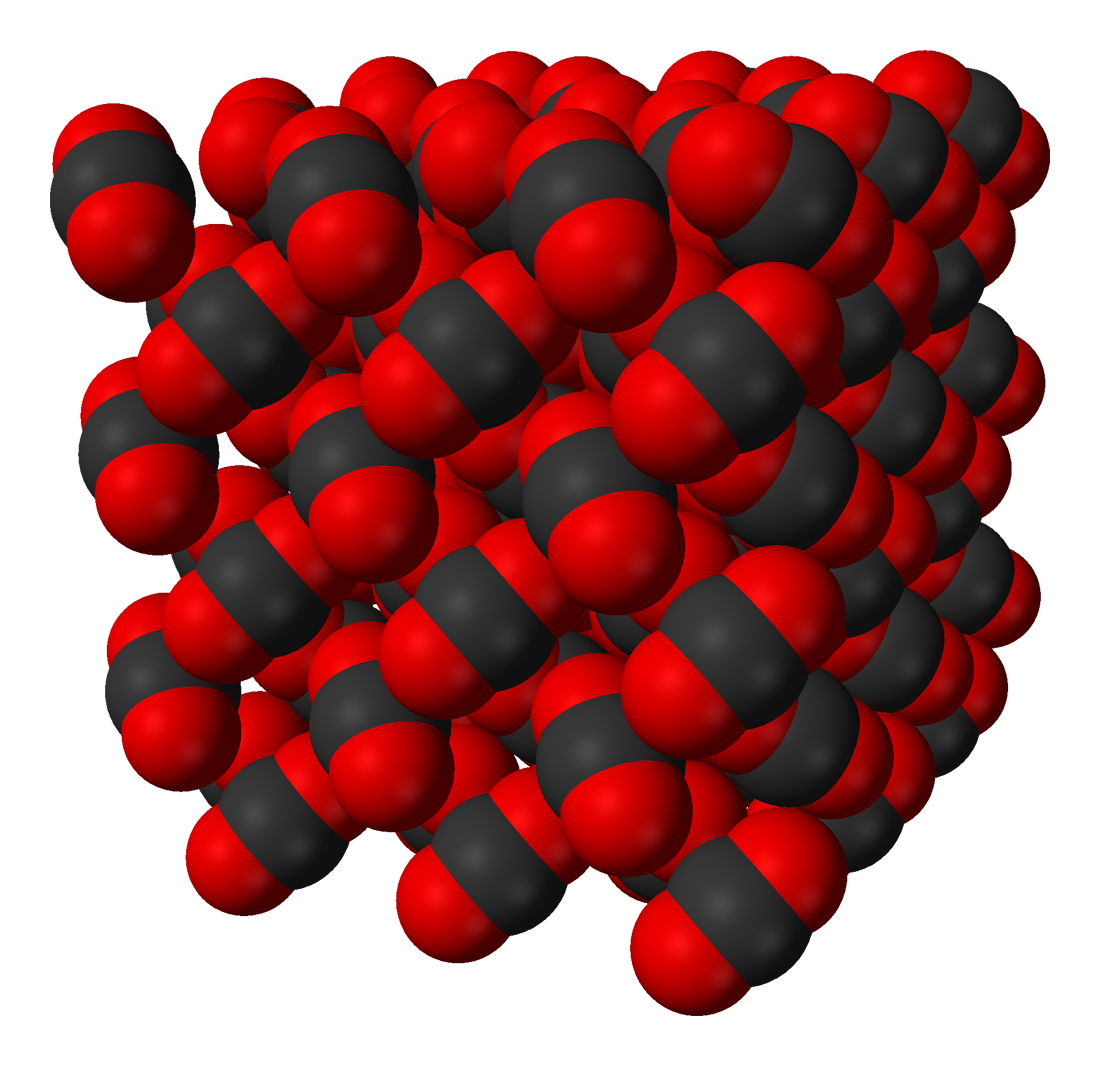
Estrutura química do cristal de gelo-seco.

Gelo-seco é o nome popular para o dióxido de carbono solidificado ao ser resfriado a uma temperatura inferior a -78 °C. Ao ser aquecido na pressão atmosférica, torna-se imediatamente gás de dióxido de carbono, sem passar pelo estado líquido (processo conhecido por sublimação). O estado líquido só pode existir numa pressão superior a 5 atmosferas. Se o ar quente sopra sobre o gelo-seco, forma-se uma nuvem branca densa que permanece ao nível do chão, efeito às vezes utilizado no teatro. O gelo-seco também é usado como recurso de refrigeração.
O gelo seco sublima a 194,7 K (-78,5 ° C; -109,2 ° F) à pressão atmosférica da Terra . Este frio extremo torna o sólido perigoso de manusear sem proteção contra ferimentos por congelamento . Embora geralmente não seja muito tóxico, a liberação de gases pode causar hipercapnia (níveis anormalmente elevados de dióxido de carbono no sangue) devido ao acúmulo em locais confinados.

## Descrição
À medida que o gelo-seco aquece, ele transforma-se em dióxido de carbono gasoso - e não em líquido. A temperatura muito gelada e a característica de passar diretamente para o estado gasoso (característica também conhecida como sublimação) fazem do gelo-seco uma excelente opção para refrigeração. Por exemplo, se você quer atravessar de um ponto a outro do Brasil com uma carne (ou outro produto) congelada, você pode cobri-la com gelo-seco. O produto ficará congelado a viagem inteira até chegar ao destino - e nada ficará molhado, diferente do que aconteceria se fosse usado gelo normal (à base de água). Muitos já estão familiarizados com o nitrogênio líquido, que ferve a -196 °C. O nitrogênio líquido é de difícil manuseio (por ser líquido).

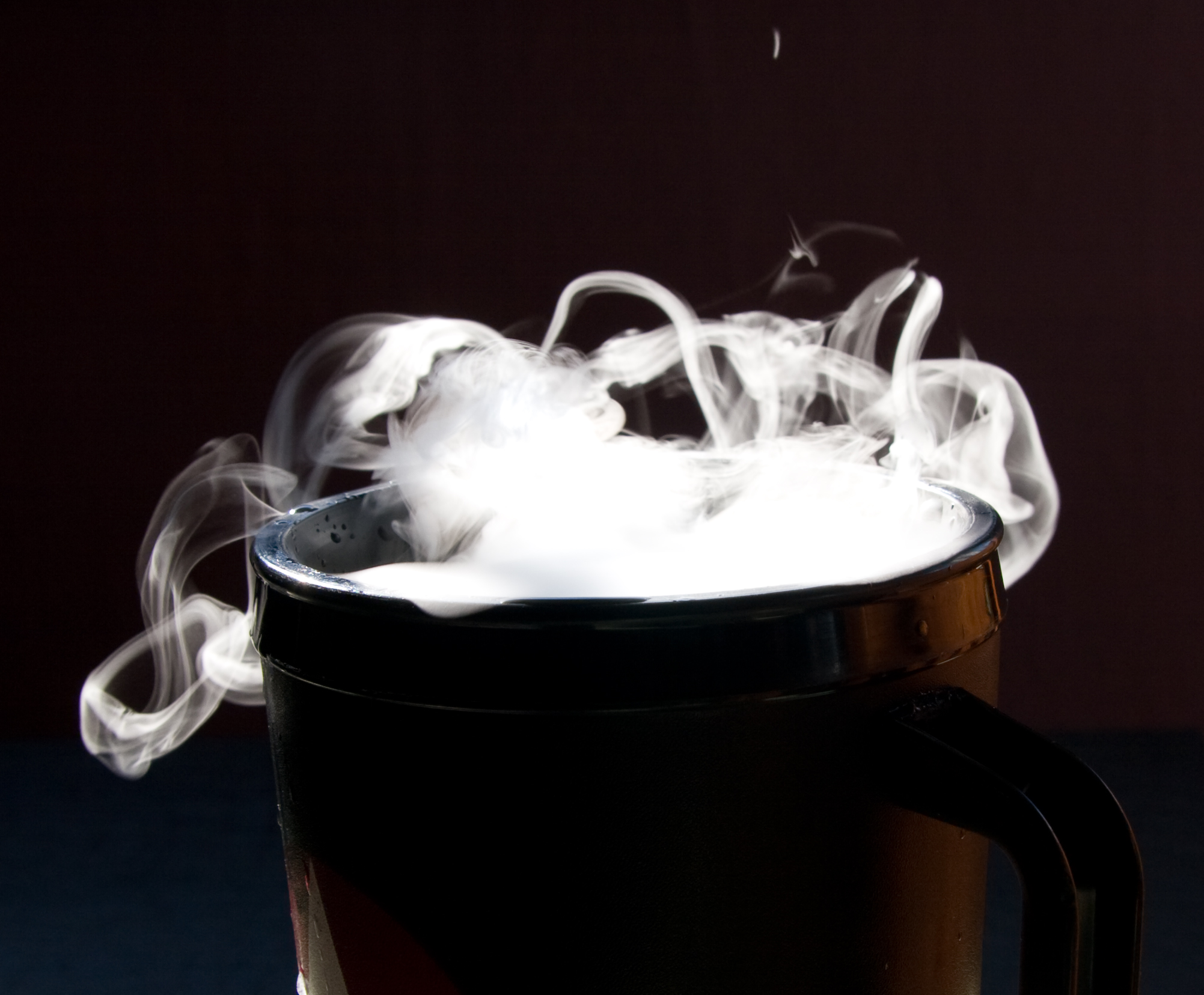
Gelo-seco sofrendo sublimação.

Todos estamos familiarizados com o comportamento dos estados físicos da água. Sabemos que ao nível do mar, a água se congela a 0 °C e ferve a 100 °C. Mas, a água se comporta de forma diferente se você mudar a pressão. À medida que a pressão diminui, o ponto de ebulição cai. E se a pressão baixar o suficiente, a água ferverá à temperatura ambiente. Em pressões normais, o dióxido de carbono muda diretamente de gás para sólido. Em tanques de alta pressão ou extintores de incêndio contêm dióxido de carbono líquido.
Para se produzir gelo-seco, é preciso um recipiente de alta pressão com dióxido de carbono líquido. Quando se liberta o dióxido de carbono líquido do tanque, a expansão do líquido e a alta velocidade de evaporação do dióxido de carbono gasoso esfriam o resto do líquido até o ponto de congelamento, no qual ele se transforma diretamente em sólido (ressublimação). Se você já viu um extintor de incêndio de dióxido de carbono em ação, viu uma espécie de "neve" se formar no bocal. Essa "neve" é o dióxido de carbono (líquido) começando a virar um bloco de "gelo-seco".